# Bactrocera kirki
Bactrocera kirki är en tvåvingeart som först beskrevs av Walter Wilson Froggatt 1911.  Bactrocera kirki ingår i släktet Bactrocera och familjen borrflugor. Inga underarter finns listade.